# Miroslav Kaloč
Miroslav Kaloč (* 3. března 1973 Frýdek-Místek) je bývalý český fotbalový záložník.

## Fotbalová kariéra
V české lize hrál za FC Vítkovice a FC Karviná. Nastoupil ve 27 utkáních a dal 1 gól. Dále hrál za FC Tescoma Zlín, FC NH Ostrava a FK Baník Ratíškovice.

## Ligová bilance
| Ročník                          | Zápasy | Góly | Klub             |
| ------------------------------- | ------ | ---- | ---------------- |
| 1. česká fotbalová liga 1993/94 | 1      | 0    | FC Baník Ostrava |
| 1. česká fotbalová liga 1996/97 | 24     | 1    | FC Karviná       |
| Gambrinus liga 1997/98          | 2      | 0    | FC Baník Ostrava |
| CELKEM                          | 27     | 1    |                  |